# Corel Linux
Corel Linux, também conhecido como Corel LinuxOS, é uma distribuição Linux desenvolvida pela canadiana Corel, lançada pela primeira vez no final de 1999 e baseada em Debian. Em março de 2002, a Corel também encerrou o seu website Open Source Development Project.
Este sistema Linux utilizava o CFM da própria Corel para a gestão de ficheiros em vez da interface comum KDE, o que tornava muitos programas e software do sistema incompatíveis com os sistemas Linux de outras empresas, e tornou-se um obstáculo para a Corel e os seus utilizadores.
A segunda versão do Corel Linux está disponível como uma versão descarregável, normal e deluxe, com o software de escritório WordPerfect pré-instalado na versão deluxe.
Depois de a Corel ter terminado o negócio do Linux em agosto de 2001, o código fonte e os programadores foram adquiridos pela Xandros, uma empresa da qual a própria Corel era acionista, tendo assim vendido o negócio do Linux a uma subsidiária.